# Bydant
Bydant (herb szlachecki) – używany bez tej nazwy w Szkocji, Austrii i Prusach herb szlachecki, w Polsce według narodowego zwyczaju nadawania herbom nazw określony pochodzącą od zawołania klanowego Gordonów nazwą Bydant (Pozostać).

## Opis herbu
W niebieskim polu trzy zwrócone heraldycznie na prawo złote głowy dzików (ang. azure, three boars' heads couped or). W klejnocie z korony szlacheckiej wyłania się zwrócona na prawo brązowa głowa jelenia ze złotymi rogami, między którymi (lub nad nimi) unosi się wstęga z napisem Bydant. Labry niebieskie i złote.

## Historia
Herb został zatwierdzony w Polsce jako herb własny w związku z indygenatem udzielonym w roku 1658 przez konstytucję sejmową szkockiemu szlachcicowi Henrykowi Gordonowi, niepoprawnie określonemu jako "margrabia Huntileus". Henry Gordon pochodził wprawdzie z gałęzi Gordonów markizów of Huntly, ale jako młodszy syn praw do tytułu nie posiadał. Ostatni raz herb jest wymieniony w roku 1789 z okazji potwierdzenia indygenatu z 1767 dla Fabiana Gordona de Caldwells, późniejszego brygadiera w czasach Powstania kościuszkowskiego.

## Herbowni
Gordon de Huntley (Hunlej), Gordon de Caldwells.